# علي كلي (مقاطعة فهرج)
علي كلي (بالفارسية: علی کلی) هي قرية تقع في البلدة المركزية في إيران. يقدر عدد سكانها بـ 221 نسمة بحسب إحصاء 2016.